# Nippon Yūsen
Nippon Yūsen (jap. 日本郵船株式会社 Nippon Yūsen Kabushiki-gaisha) – jedno z większych przedsiębiorstw żeglugowych na świecie (znane również pod nazwą NYK Line), należące do grupy Mitsubishi. Notowane na Tokijskiej Giełdzie Papierów Wartościowych.

## Historia[1]

### 1870–1900
Przedsiębiorstwo ma swoje początki w firmie Tsukumo Shokai Shipping, założonej w 1870 roku przez przedstawicieli hanu Tosa (Taisuke Itagaki i Shōjirō Gotō). W 1873 roku firma zmieniła nazwę na Mitsubishi Shōkai, a rok później na Mitsubishi Jōkisen Kaisha i w 1875 roku na Yūbin Kisen Mitsubishi Kaisha. We wrześniu 1885 roku firma Yūbin Kisen Mitsubishi Kaisha połączyła się z Kyōdō Unyu Kaisha (KUK), tworząc Nippon Yūsen Kaisha (NYK). Nowa firma rozpoczęła działalność 1 października tego samego roku z flotą 58 parowców.

### 1900–1937
Przedsiębiorstwo stało się monopolistą państwowym. Większość japońskiej floty handlowej pływała dla niego. Regularne połączenia portów Kobe i Jokohamy łączyły z Ameryką Południową, Dżakartą, Melbourne, Kapsztadem, a pasażerskie z San Francisco i Seattle. Inne połączenia obsługiwane: to żegluga bliskiego zasięgu do Chin, także w górę rzeki Jangcy.

### II wojna światowa
W czasie II wojny światowej NYK Line obsługiwała transport wojenny dla Cesarskiej Armii Japońskiej i Cesarskiej Marynarki Wojennej Wielkiej Japonii. Wskutek ataków alianckich okrętów wiele statków zatonęło, a wiele urządzeń portowych zostało zniszczonych w wyniku bombardowań. Statki, które przetrwały wojnę zostały skonfiskowane przez władze alianckie jako reparacje wojenne lub odebrane czasowo (1945–1946), przez wyzwolone państwa azjatyckie.

### Po 1945
W wyniku wojny flota została mocno osłabiona, lecz wkrótce statki spod znaku NYK Line można było zobaczyć na światowych szlakach żeglugowych. Wskutek zmniejszającego się popytu na statki pasażerskie w latach 60., NYK postanowił rozwijać przewozy towarowe. W 1968 roku w swój pierwszy rejs, do Stanów Zjednoczonych, wyruszył pierwszy japoński kontenerowiec Hakone Maru.
W 1978 roku NYK rozpoczął współpracę z Nippon Cargo Airlines, a od 1985 roku działa w porozumieniu z amerykańskim przedsiębiorstwem kolejowym Southern Pacific, które obsługuje kontenerowy serwis kolejowy w Stanach Zjednoczonych.
Od 1989 roku armator ponownie umocnił swoją pozycję na rynku przewozów pasażerskich i wycieczkowych. Działalność tę rozwija zależna spółka Crystal Cruises.
W 2016 roku NYK stworzył joint venture się z dwoma innymi japońskimi morskimi przewoźnikami kontenerów tworząc Ocean Network Express.